# Pandanus tectorius
El árbol Pandanus tectorius es una especie botánica perteneciente al género Pandanus, está presente en el norteño estado de Queensland, Australia, y en Indonesia y al este en las diferentes islas tropicales del océano Pacífico, incluido Hawái (donde se conoce localmente como el árbol de hala). 
Su gama nativa exacta es desconocido debido al cultivo extenso; puede ser uno de los primeros cultivos de la cultura polinesia que la introdujo en muchas de las islas aisladas del Pacífico en las cuales está presente. 

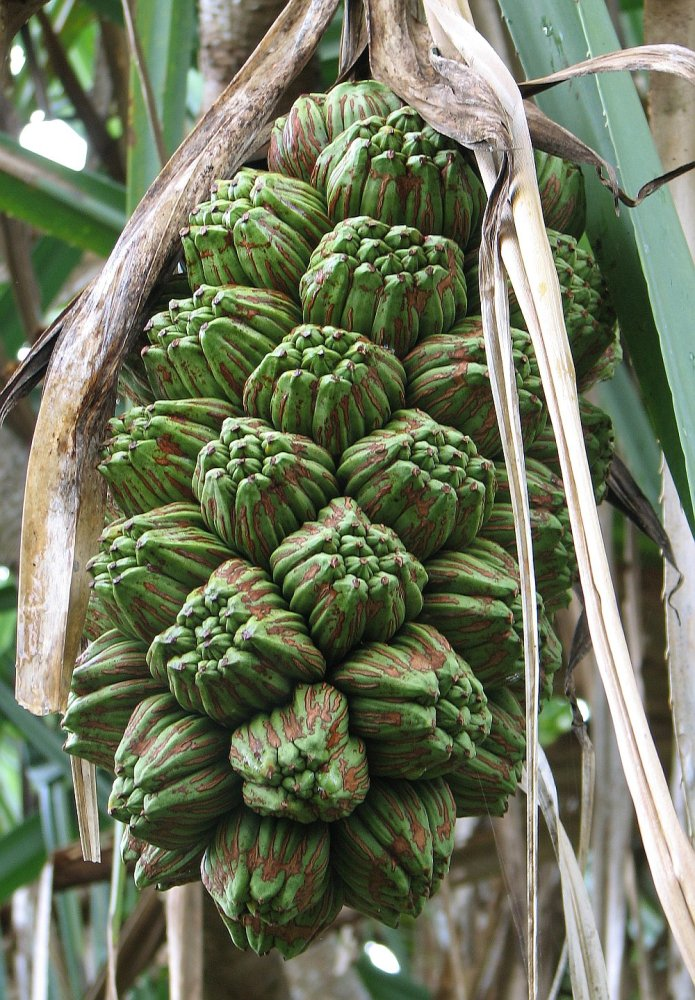
Frutas del Pandanus tectorius en forma de falange.

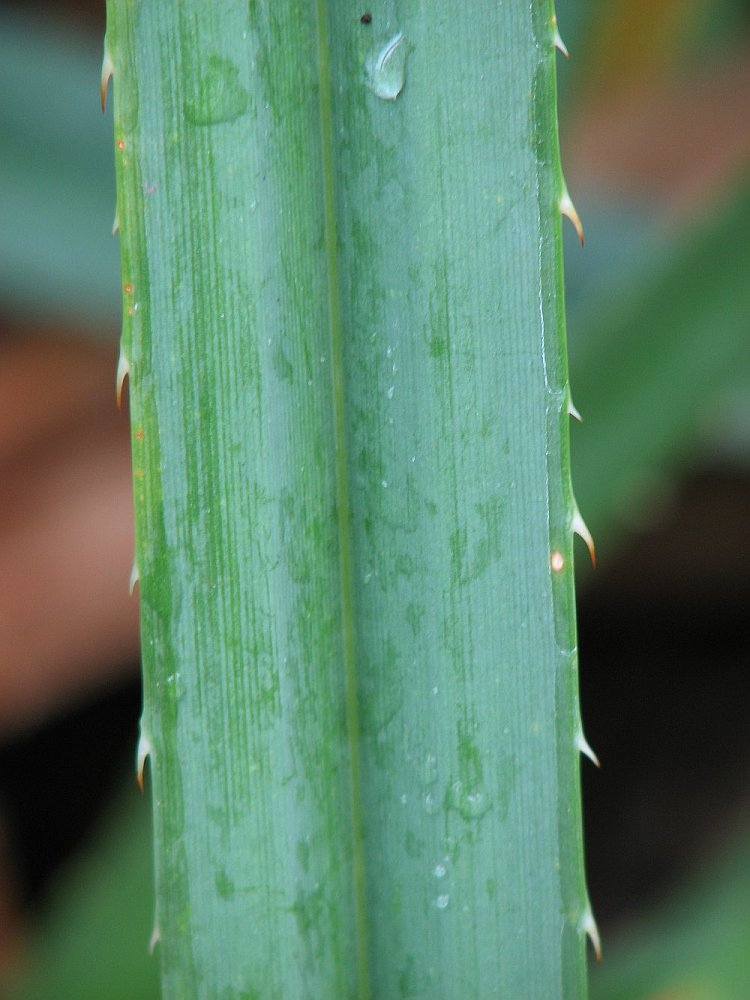
Imagen de la hoja del árbol de hala mostrando las agujas.

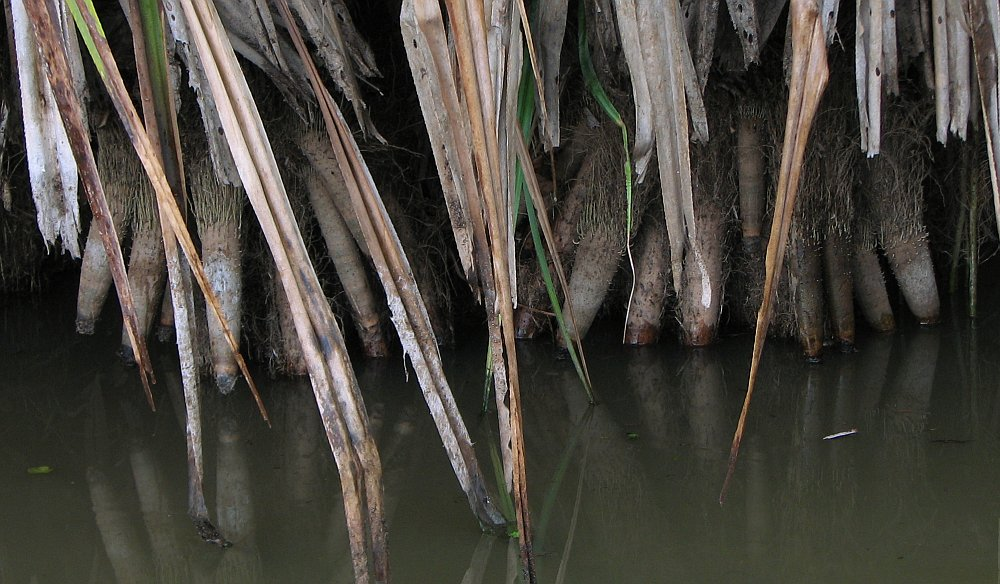
Tejados de hojas del árbol de hala.

## Descripción
Es un pequeño árbol que crece hasta 9 m de alto. Se sujeta mediante raíces que la anclan firmemente al terreno. Sus hojas son generalmente de 9-15 cm y 5-7 cm de ancho, con bordes en forma de sierra. El tronco es suave y se suele bifurcar a media altura. Es una planta dioica, con las flores masculinas bien diferenciadas de las femeninas. Las masculinas son pequeñas, muy fragantes y forman grupos o racimos que duran tan sólo un día. Las femeninas tienen un aspecto parecido al de una piña. Necesita crecer en áreas calientes, húmedas, luz del sol parcial y suelo húmedo.
La fruta del árbol de hala es redonda y comestible . Las cabezas de la fruta son aproximadamente de 20 cm de diámetro por 30 cm de largo y los pedazos separados (falanges) están apiñados, con una cáscara fibrosa externa. Puede tener una o varias semillas y se propagan fácilmente gracias a que son transportadas por las corrientes oceánicas y durante bastantes meses se mantienen viables. Además, también son cultivados por la población local para granjas y huertos familiares, ya que crece bastante rápido. La fruta resulta saludable y puede ser comida cruda, o cocinada. Es una fuente importante del alimento en Micronesia, especialmente en los atolones. La naturaleza fibrosa de la fruta también sirve como seda dental natural. Las hojas del árbol se utilizan a menudo para condimentar los platos dulces, por ejemplo el kaya, y también se dicen que posee características medicinales como remediar el estrenimiento, resfriados y episodios del asma. En épocas antiguas, las hojas fueron utilizadas para hacer tejados de paja de las casas y las faldas de hojas de las mujeres.
Hay cientos de variedades conocidas por sus nombres específicos según las características particulares de sus frutos y hojas. Sin embargo, en la actualidad esta diversidad está en decrecimiento, siendo difícil encontrar algunas variedades por motivos como la deforestación, el fuego, el abandono de las replantaciones y el aumento de la población, que han llevado a la urbanización de su área natural de cultivo.
El insecto palo Megacrania batesii vive y se alimenta solamente de esta especie.

## Taxonomía
Pandanus tectorius fue descrito por Parkinson ex Zucc. y publicado en Journal of a voyage to the South Seas 46. 1773.
Sinonimia
- Lista de Sinónimos en Kew